# Гердюр Асхам
Гердюр Асхам (фар. Hørður Askham, нар. 22 вересня 1994, Торсгавн) — фарерський футболіст, захисник данського клубу «Академіск» та національної збірної Фарерських островів.

## Клубна кар'єра
У дорослому футболі дебютував 2011 року виступами за команду «Б36 Торсгавн», протягом 2012 року на правах оренди захищав кольори клубу «07 Вестур», а 2017 року перебрався до «Клаксвіка».
Протягом 2019–2023 років знову грав за «ГБ Торсгавн», після чого перебрався до данського «Академіска».

## Виступи за збірні
2012 року дебютував у складі юнацької збірної Фарерських островів (U-19), загалом на юнацькому рівні взяв участь у трьох іграх.
Протягом 2013–2016 років залучався до складу молодіжної збірної Фарерських островів. На молодіжному рівні зіграв в 11 офіційних матчах, забив 1 гол.
2017 року дебютував в офіційних матчах у складі національної збірної Фарерських островів.
| Дата       | Місто      | Господарі         | Результат | Гості             | Турнір                               | Голи | Примітки |
| ---------- | ---------- | ----------------- | --------- | ----------------- | ------------------------------------ | ---- | -------- |
| 5-9-2019   | Торсгавн   | Фарерські острови | 0 – 4     | Швеція            | Відбір до ЧЄ 2020                    | -    |          |
| 7-6-2021   | Торсгавн   | Фарерські острови | 5 – 1     | Ліхтенштейн       | товариський матч                     | -    | 45'      |
| 7-9-2021   | Торсгавн   | Фарерські острови | 2 – 1     | Молдова           | Відбір до ЧС 2022                    | -    | 87'      |
| 12-10-2021 | Торсгавн   | Фарерські острови | 0 – 1     | Шотландія         | Відбір до ЧС 2022                    | -    | 59'      |
| 12-11-2021 | Копенгаген | Данія             | 3 – 1     | Фарерські острови | Відбір до ЧС 2022                    | -    |          |
| 15-11-2021 | Нетанья    | Ізраїль           | 3 – 2     | Фарерські острови | Відбір до ЧС 2022                    | -    |          |
| 26-3-2022  | Гібралтар  | Гібралтар         | 0 – 0     | Фарерські острови | товариський матч                     | -    | 79'      |
| 4-6-2022   | Стамбул    | Туреччина         | 4 – 0     | Фарерські острови | Ліга націй УЄФА 2022-2023 - 1-й етап | -    |          |
| 7-6-2022   | Торсгавн   | Фарерські острови | 0 – 1     | Люксембург        | Ліга націй УЄФА 2022-2023 - 1-й етап | -    | 60'      |
| 11-6-2022  | Торсгавн   | Фарерські острови | 2 – 1     | Литва             | Ліга націй УЄФА 2022-2023 - 1-й етап | -    | 25'      |
| 22-9-2022  | Вільнюс    | Литва             | 1 – 1     | Фарерські острови | Ліга націй УЄФА 2022-2023 - 1-й етап | -    |          |
| 7-9-2023   | Варшава    | Польща            | 2 – 0     | Фарерські острови | Відбір до ЧЄ 2024                    | -    |          |
| 10-9-2023  | Торсгавн   | Фарерські острови | 0 – 1     | Молдова           | Відбір до ЧЄ 2024                    | -    | 80'      |
| 16-11-2023 | Осло       | Норвегія          | 2 – 0     | Фарерські острови | товариський матч                     | -    | 61'      |
| Усього     |            | Матчів            | 14        |                   | Голів                                | 0    |          |